# 제29회 세자르상
제29회 세자르상은 2004년 2월 21일에 열린 시상식이다.

## 수상 및 후보

### 작품상
- 야만적 침략

### 감독상
- 야만적 침략 - 데니 아르캉 수상

### 남우주연상
- 메시어 이브라임 - 오마 샤리프 수상

### 여우주연상
- 두려움과 떨림 - 실비 테스튀 수상

### 남우조연상
- 입술은 안돼요 - 다니엘 프레보스트 수상

### 여우조연상
- 우리의 릴리 - 줄리 드빠르디유 수상

### 신인남우상
- 즐거운 여행 - 그레고리 드랑기어 수상

### 신인여우상
- 우리의 릴리 - 줄리 드빠르디유 수상

### 각본상
- 야만적 침략 - 데니 아르캉 수상

### 촬영상
- 즐거운 여행 - 티에리 아보가스트 수상

### 의상상
- 입술은 안돼요

### 음향상
- 입술은 안돼요

### 외국어영화상
- 미스틱 리버 - 클린트 이스트우드 수상

### 공로상
- 미첼린 프레슬 수상

## 같이 보기
- 제76회 아카데미상
- 제57회 영국 아카데미 영화상
- 제16회 유럽 영화상